# Canson
Canson – jeden z największych na świecie producentów papieru o podwyższonej jakości. W 1976 roku połączyli się z Arjomari Prioux, która dziś stanowi grupę Arjo Wiggins- lidera na rynku papierniczym. Firma Canson posiada oddziały w kilkunastu krajach Europy, Azji, obu Ameryk i Australii, a jej wyroby sprzedawane są w ponad 100 państwach.

## Niektóre produkty firmy Canson
- papier czerpany
- papier kolorowy
- kalka kreślarska
- papier dla plastyków
- papier do grafiki
- papier do akwareli
- papier do komiksu
- papier do drukarek
- papier do pasteli